# Kardala
Kardala (àrab: كردلة, Kardala) és una vila palestina situada a la governació de Tubas, 13 quilòmetres al nord-est de Tubas adjacent a Bardala a l'oest i Ein al-Beida a l'est. Tenia una població de 160 habitants l'any 2006. Es troba als contraforts orientals de la vall del Jordà septentrional en una plana fèrtil de la terra. Està situat a 99 metres per sota del nivell del mar.
Kardala es va establir en la dècada de 1930. Els fundadors van ser membres del clan Daraghmah de Tubas que treballaven com a agricultors i criaven bestiar. Després de la guerra araboisraeliana de 1948, la família A'Hashah de l'àrea de Gaza hi va emigrar com a refugiats palestins. Tot i estar sota el límit de població, Kardala es regeix per un  consell de vila, tot i que en lloc que constar de set membres, el consell es compon de tres membres.
Gairebé tots els residents que hi treballen ho fan en l'agricultura. Dels 800 dúnams del llogaret, 250 són terres cultivables. L'àrea urbanitzada de la localitat és de 30 dúnams. Els residents que treballen comprenen el 66% de la població, de la qual les dones representen el 31%. La mitjana d'ingressos és de 1000 NIS. No hi ha escoles o centres de salut al poble, però s'hi està construint una clínica de salut. Al voltant del 85% dels residents saben llegir i escriure i van a les escoles. La majoria dels estudiants universitaris van a la Universitat Oberta Al-Quds a Tubas.